# Reinildis

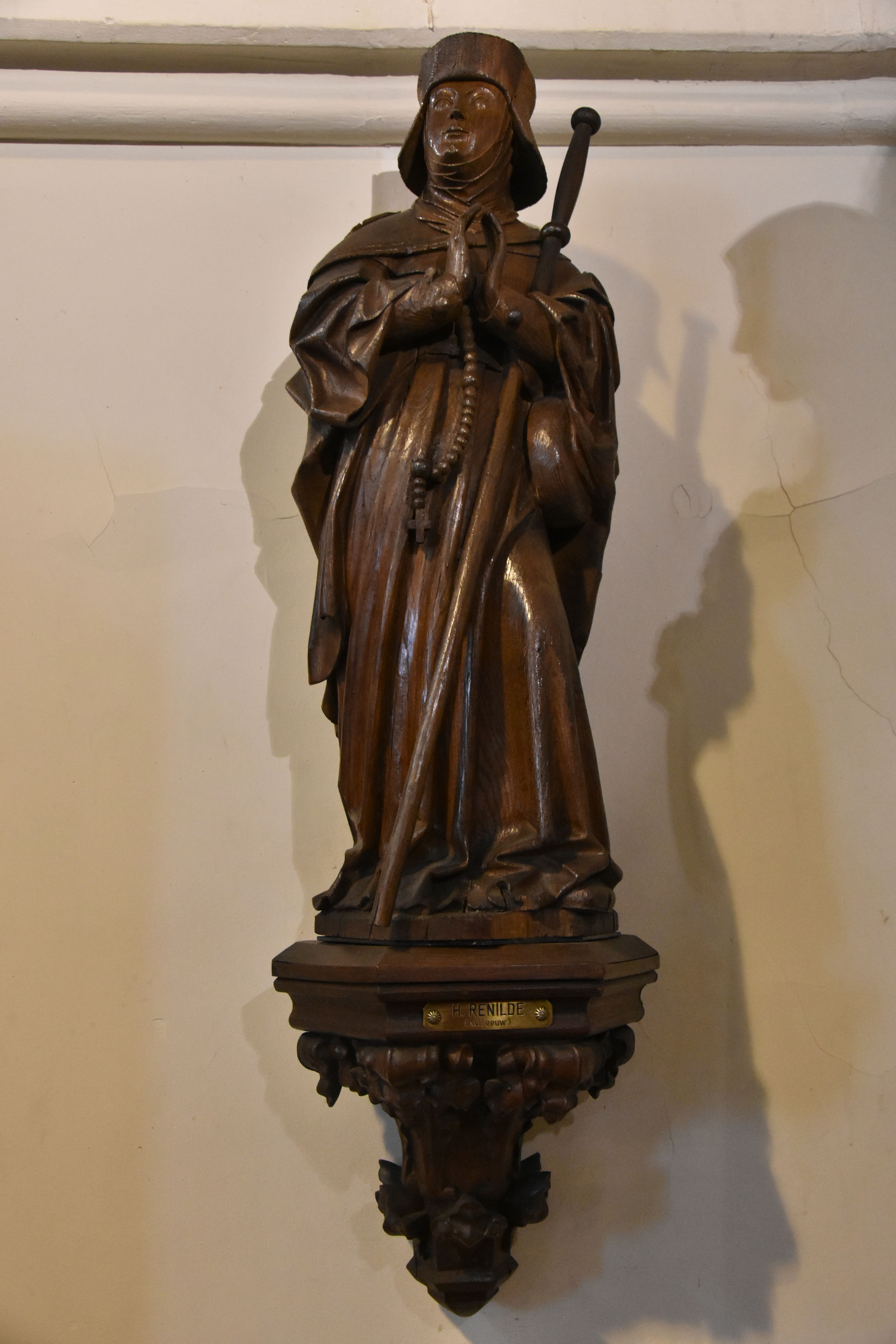
Reinildis door de Meester van Elsloo in de Sint-Lambertuskerk te Neeroeteren

Reinildis van Saintes (Condacum, dat wordt geïdentificeerd met oftewel het hedendaagse Condé-sur-l'Escaut of Kontich, ong. 630 - Sint-Renelde (Sanctas of Saintes) ong. 700).
Het heiligenleven van Reinildis van Saintes, de Vita sanctae Reinildis, werd tussen 1048-1051 opgetekend door Hugo van Lobbes (volgens Van Droogenbroeck). Hij stelt haar voor als de dochter van een belangrijke huisheilige van de abdij van Lobbes, Amalberga van Maubeuge. Het vaderschap wordt toegeschreven aan een zekere hertog Witger van Lotharingen. Ook de heiligen Goedele en Emebertus maken deel uit van het gezin. Volgens deze overlevering schonk Reinildis haar bezittingen te Saintes (Nederlands: Sint-Renelde) aan de abdij van Lobbes. Zij zou tevens een pelgrimstocht naar het Heilige Land ondernomen hebben. In het dorp Saintes werd zij door rovers onthoofd. Twee dienaars, de heiligen Grimoaldus en Gondolfus, die slechts bekend zijn langs dezelfde Vita sanctae Reinildis, werden eveneens gemarteld.

## Cultus
- In een van Saintes afgescheurde parochie Sint-Renelde (bij Halle) is de parochiekerk toegewijd aan Sinte-Reinildis. Mogelijk is dit de plaats waar de marteling van de heilige heeft plaatsgevonden.
- Haar geboorteplaats Condacum wordt zowel vereenzelvigd met Condé-sur-l'Escaut als met Kontich.
- Attribuut: zwaard (verwijzend naar onthoofding). Alternatieve voorstelling: gekleed als pelgrim (verwijzend naar haar reis naar het Heilige Land).
- Haar feestdag valt op 16 juli.
- Reinilde wordt aangeroepen tegen etterende wonden en tegen oogziekten.

## Teksteditie van de vita
- Vita sanctae Reinildis